# Пентадзеркало
Пентадзеркало — оптична система, що використовується як видошукач у деяких моделях сучасних однооб’єктивних дзеркальних фотоапаратів замість пентапризми. Дає пряме недзеркальне зображення при візуванні.
Конструктивно складається з кількох склеєних дзеркал, що формою відтворюють пентапризму. Як правило, пентадзеркало дає менш яскраве зображення за рахунок більшої кількості переходів повітря-скло, на відміну від пентапризми, в якій використовується ефект повного внутрішнього відбиття. Пентадзеркало легше і дешевше у виготовлені, ніж аналогічна пентапризма. Пентадзеркало часто використовується у бюджетних дзеркальних камерах.

## Альтернативи
В оптичних системах, для яких немає потреби зменшення габаритів при збільшеному оптичному шляху, наприклад, в кінокамерах, для повороту осі світлового потоку застосовується звичайне дзеркало, а повертається зображення додатковими лінзами окулярної системи. Таке рішення використовується в апаратах з малим розміром матриці (Olympus E-500) і у відеокамерах.